# ARCnet

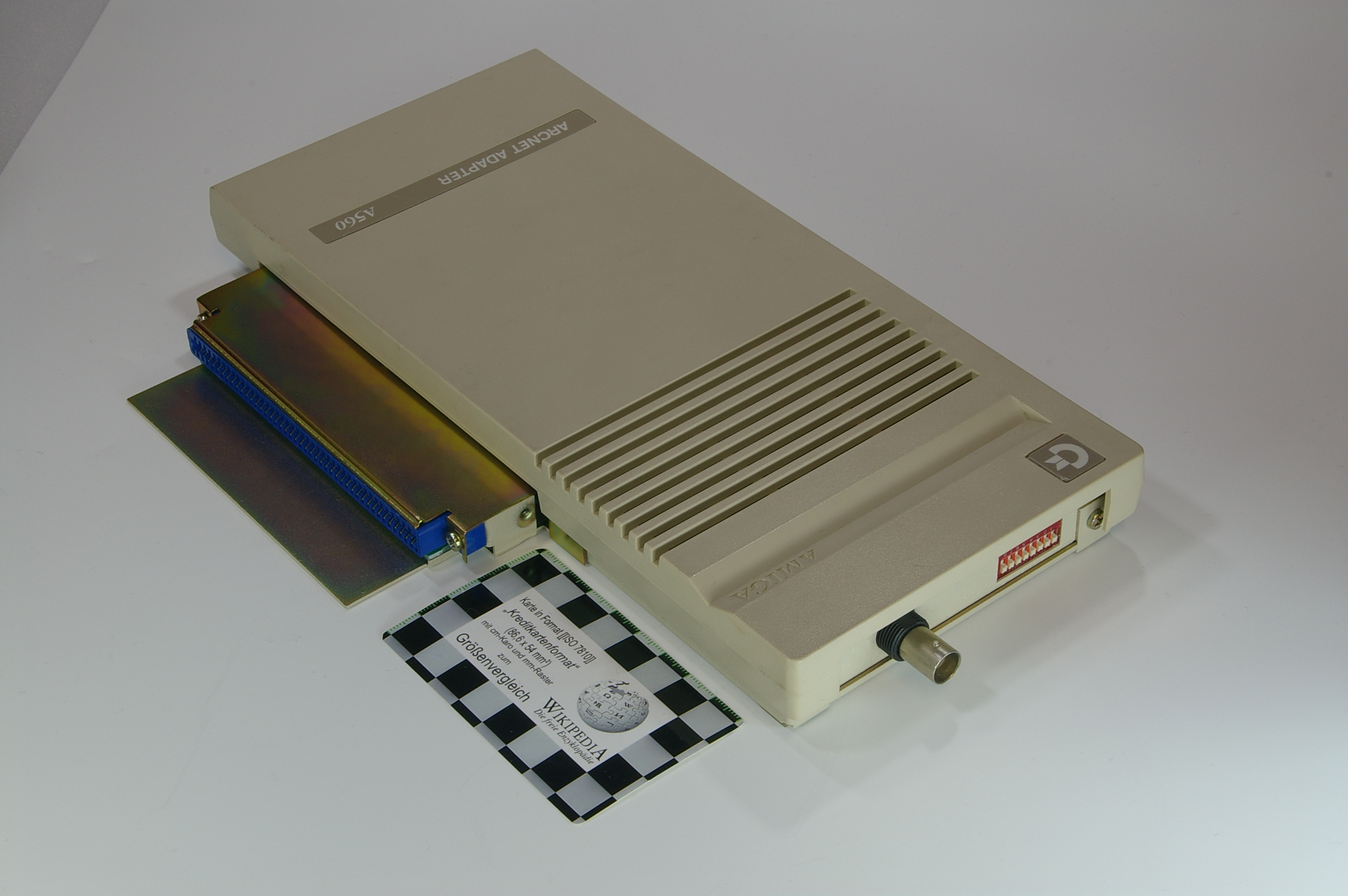
Un adaptateur ARCNET pour un ordinateur Amiga 500. La petite carte à côté a la taille d'une carte de crédit.

ARCnet est un acronyme anglais (Attached Resource Computer NETwork). C'est un protocole de réseau local (LAN) similaire à Ethernet ou Token Ring.
Il a été développé par Datapoint Corp. (en) en 1976 pour mettre en cluster des terminaux (par exemple les Datapoint 2200). Ces machines, censées être au départ de simples terminaux de saisie programmables, se révélèrent vite capables de devenir de véritables micro-ordinateurs dès lors que leur langage DATABUS, un COBOL propriétaire, fut complété du langage BASIC et d'un système d'exploitation sur ses disquettes 8 pouces de 160 ko (un ou deux lecteurs ; des modèles à cassette existaient également).
ARCnet fut inventé afin de permettre à ces machines de communiquer. Il fut annoncé dès 1975 (disponibilité début 1977), soit 6 ans avant la sortie aux États-Unis du premier IBM PC et 8 ans avant sa sortie en France.
Une première version d'Ethernet existait alors, mais ARCnet utilisait des adaptateurs moins onéreux.
On compta jusqu'à 11 millions de nœuds ARCnet dans le monde.
ARCnet fonctionne à 2,5 Mb/s, utilise du câble coaxial, et une topologie logique à base de bus ou d'étoile à jeton,.